# Prix G. de B. Robinson
Le Prix G. de B. Robinson est une récompense mathématique décernée par la Société mathématique du Canada. Il récompense les meilleurs articles parus dans le Journal canadien de mathématiques (CJM pour Canadian Journal of Mathematics) et le Bulletin canadien de mathématiques (CMB pour Canadian Mathematical Bulletin). Il porte le nom du Président de la Société mathématique du Canada, Gilbert de Beauregard Robinson (1902–1992) qui, avec Harold Scott MacDonald Coxeter, en a été le fondateur et l'éditeur.

## Lauréats
- 1996 Henri Darmon pour Thaine’s method for circular units and a conjecture of Gross, CJM 47, 1995, 302-317; Edwin A. Perkins, Steven N. Evans pour Measure-Valued Branching Diffusions with Singular Interactions, CJM 46, 1994, Heft 1.
- 1997 Jason Levy pour A note on the relative trace formula, CMB 38, 1995, 450-461.
- 1998 Ranee Brylinski (en) pour Quantization of the 4-dimensional nilpotent orbit of SL(3, R), CJM 49, 1997, 916-943.
- 1999 non attribué.
- 2000 Ravi Vakil pour Characteristic numbers of quartic plane curves, CJM 51, 1999, 1089-1120.
- 2001 Patrick Gilmer pour Topological quantum field theory and strong shift equivalence, CMB 42, 2000, 190-197.
- 2002 Manfred Kolster, Victor Snaith (de), Ted Chinburg pour Comparison of K-theory Galois module structure invariants, CJM 52, 2000, 47-91.
- 2003 James Arthur pour A note on the automorphic Langlands group, CMB 45, 2002, 466-482.
- 2004 Victor Khavine, Javad Mashreghi pour Admissible majorants for model subspaces H2, Teil 1,2, CJM 55, 2003, 1231-1263, 1264-1301.
- 2005 Yu-Ru Liu pour A generalization of the Turán theorem and its generalizations und A generalization of the Erdős-Kac theorem and its generalizations, CMB, 2004.
- 2006 Malcolm Harper pour {\displaystyle \mathbf {Z} ({\sqrt {14}})} is euclidean, CJM 56, 2004, 55-70.
- 2007 Ronald van Luijk pour A K3 surface associated with certain integral matrices having integral eigenvalues, CMB 49, 2006, 560-577.
- 2008 Iosif Polterovich, Dmitry Jakobson, Nikolaï Nadirashvili pour Extremal metric for the first eigenvalue on a Klein bottle, CJM 58, 2006, 381-400.
- 2009 Vladimir Manuilov, Klaus Thomsen pour On the lack of inverses to C*-extensions of property T algebras, CMB 50, 2007, 268-283.
- 2010 Wilhelm Winter (en), Andrew Toms pour Z-stable ASH algebras, CJM 60, 2008, 703-720
- 2011 Hugh Thomas, Alexander Yong pour Multiplicity free Schubert calculus, CMB 53, 2010, 171-186.
- 2012 Mireille Capitaine, Benoît Collins, Teodor Banica, Serban Belinschi pour Free Bessel Laws, CJM 63, 2011, 3-37.
- 2013 Kenneth Davidson, Alex Wright pour Operator algebras with unique preduals, CMB 54, 2011, 411–421.
- 2014 Jonathan M. Borwein, Armin Straub, James Wan, Wadim Zudilin (en), Jan Nekovář pour Densities of Short Uniform Random Walks, CJM 64, 2012, 961–990.
- 2015 Philippe Gille pour Octonion algebras over rings are not determined by their norms, CMB 57, 2014, 303–309.
- 2016 Jim Agler, John Edward McCarthy pour Global Holomorphic Functions in Several Noncommuting Variables, CJM 67, 2015, 241–285.
- 2017 Alan Beardon pour Non-discrete Frieze Groups, CMB 59, 2016, 234–243.
- 2018 Patrick Ingram pour Rigidity and height bounds for certain post-critically finite endomorphisms of PN, CJM 68, 2016, 625–654; et Anastasia Stavrova pour Non-stable K1-functors for Multiloop Groups, CJM 68, 2016, 150–178.
- 2019 Lars Louder, Henry Wilton pour Stackings and the W-cycles Conjecture (CMB 60, 2017, 604–612).
- 2020 Chao Zhang pour Ekedahl-Oort Strata for Good Reductions of Shimura Varieties of Hodge Type, CJM 70, 2018, 451–480.
- 2021 Catalin Badea, Vincent Devinck, Sophie Grivaux pour Escaping a Neighborhood along a Prescribed Sequence in Lie Groups and Banach Algebras, CMB 63, 2020, 484–505.
- 2022 Kevin Coulembier et Chih-Whi Chen pour leur article conjoint intitulé “The Primitive Spectrum and Category {\mathcal o for the Periplectic Lie Superalgebra.” (CJM 72(3), 625-655)[1]
- 2023 Hector Pasten pour Arithmetic derivatives through geometry of numbers, (CMB 65, 2021, 906–923)
- 2024 Michiya Mori, Peter Šemrl, David E. V. Rose, Logan Tatham pour leur article conjoint intitulé Loewner’s theorem for maps on operator domains, (CJM 75, 2023, 912–944)